# Paljuvi
Paljuvi (em cirílico: Паљуви) é uma vila da Sérvia localizada no município de Ub, pertencente ao distrito de Kolubara, na região de Tamnava. A sua população era de 687 habitantes segundo o censo de 2011.

## Demografia
| 1948  | 1953  | 1961  | 1971  | 1981  | 1991 | 2002 | 2011 |
| ----- | ----- | ----- | ----- | ----- | ---- | ---- | ---- |
| 1 267 | 1 351 | 1 280 | 1 150 | 1 056 | 868  | 769  | 687  |